# Arthur Israel Vogel
Arthur Vogel (22 dicembre 1905 – 1966) è stato un chimico inglese famoso per i suoi testi, in particolare per  il suo "Chimica Organica Pratica" (conosciuto anche come il Vogel). Si sa poco sulla sua biografia perché fu sempre di carattere riservato..

## Biografia
Vogel nacque a Londra nel 1905. Studiò alla Davenant Foundation Grammar School, in seguito a Whitechapel. Si laureò con lode in chimica al Queen Mary College of London. Successivamente ottenne un Master of Science (l'equivalente di una Laurea Magistrale italiana) sotto la guida del prof. J. R. Partington.
Dopo un breve periodo di lavoro nell'industria, dal gennaio del 1932 fu a capo del dipartimento di chimica nel politecnico di Woolwhich, diventando il più giovane capo del politecnico. Attività chiave nella sua ricerca fu la preparazione di composti organici puri con il suo staff, preparazioni che avrebbe descritto più avanti nelle sue opere Fu membro del Council of the Chemical Society fino alla sua scomparsa nel 1996. Invitò a tenere lezioni al politecnico illustri chimici dell'epoca, come Linus Pauling.

## Opere
Vogel è molto conosciuto in ambito universitario per i suoi testi, che furono (e sono tuttora) tradotti in molte lingue, anche in italiano. I più famosi sono:
- Textbook of Qualitative Chemical Analysis, edito nel 1937;
- Textbook of Quantitative Chemical Analysis, edito nel 1939 e pubblicato in italiano dalla Zanichelli nel 1995;
- Textbook of Practical Organic Chemistry, edito nel 1948, pubblicato in italiano dalla Casa Editrice Ambrosiana e distribuito dalla Zanichelli. Testo di chimica organica pratica molto famoso nel settore, conosciuto semplicemente come il Vogel.;
- Elementary Practical Organic Chemistry, composto da tre volumi, edito nel 1957.